# Continuació analítica maximal
La continuació analítica maximal és una formalització més abstracta de la noció de continuació analítica.
Sigui {\displaystyle \mathbb {S} } l'esfera de Riemann; una superfície de Riemann regular sobre un conjunt obert
{\displaystyle \ \Omega \subset \mathbb {S} } és un parell {\displaystyle \ \left(R,p\right)} on {\displaystyle R} és una superfície de Riemann (és a dir, una varietat complexa de dimensió 1) i {\displaystyle p:R\rightarrow \Omega } és
un biholomorfisme local exhaustiu.
Una continuació analítica regular d'un element de funció holomorfa consisteix en una superfície de Riemann regular sobre un conjunt obert {\displaystyle \Omega \subset \mathbb {S} } tal que {\displaystyle U\subset \pi (S)}, en una immersió holomorfa {\displaystyle j\,\colon \,U\rightarrow S}
tal que {\displaystyle \pi \circ j=id\vert _{U}} i en una funció holomorfa {\displaystyle F\,\colon \,S\rightarrow \mathbb {S} } tal que {\displaystyle F\circ j=f}.
Un morfisme entre dues continuacions analítiques {\displaystyle \left(S,\pi ,j,F\right)} i {\displaystyle \left(T,\varrho ,\ell ,G\right)} del mateix element {\displaystyle \left(U,f\right)} és una funció holomorfa {\displaystyle h\,\colon \,T\rightarrow S} tal que {\displaystyle h\circ \ell =j}.
Un tal morfisme és una funció no constant, unívocament determinada en {\displaystyle j(U)}, (i per tant en tot {\displaystyle S}) mitjançant {\displaystyle \ell \circ j^{-1}}. A més, {\displaystyle \varrho \circ h=\pi } i {\displaystyle G\circ h=F} en {\displaystyle j(U)} i, per tant, en tot {\displaystyle S}.
L'únic morfisme entre una continuació analítica i ella mateixa és la identitat, la composició de dos morfismes també és un morfisme; si un morfisme admet una funció holomorfa com a inversa, ella és també un morfisme: en tal cas, parlem d'un isomorfisme de continuacions analítiques.
Definició: una continuació analítica {\displaystyle S} de l'element {\displaystyle \left(U,f\right)} és maximal si, per a cada continuació {\displaystyle {\widehat {S}}} de {\displaystyle \left(U,f\right)} existeix un morfisme {\displaystyle h\,\colon \,S\rightarrow {\widehat {S}}}.
És de remarcar que dues continuacions maximals del mateix element són necessàriament isomorfes, ja que la continuació analítica maximal és única llevat d'isomorfismes.
Teorema: cada element {\displaystyle \left(U,f\right)} de funció holomorfa té una continuació analítica maximal {\displaystyle Q:=\left(S,\pi ,j,F\right)}.
Demostració: siguin #{\displaystyle {\mathcal {U}}=\{\left(U_{i},f_{i}\right)\}_{i\in I}} el conjunt format mitjançant els elements connectables amb {\displaystyle \left(U,f\right)}; #{\displaystyle S_{0}=\coprod _{i\in I}U_{i}}, {\displaystyle \pi _{0}=\coprod _{i\in I}id\vert _{U_{i}}} i {\displaystyle F_{0}=\coprod _{i\in I}f_{i}}; #{\displaystyle j_{0}\,\colon \,U\longrightarrow S_{0}} la immersió natural.
Introduïm una relació d'equivalència en {\displaystyle S_{0}}: {\displaystyle z_{1}\in U_{i_{1}}} i {\displaystyle z_{2}\in U_{i_{2}}} es diran equivalents si {\displaystyle \pi _{0}(z_{1})=\pi _{0}(z_{2})} i {\displaystyle f_{i_{1}}=f_{i_{2}}} en un entorn de {\displaystyle \pi _{0}(z_{1})=\pi _{0}(z_{2})} en {\displaystyle U_{i_{1}}\cap U_{i_{2}}}.
Sigui {\displaystyle S} el conjunt quocient i {\displaystyle q\,\colon \,S_{0}\longrightarrow S} la projecció canònica: una base per a la topologia d'{\displaystyle S} està formada pels {\displaystyle [U_{i}]:=\{q\left(U_{i}\right)\}}. Definim {\displaystyle j\,\colon \,U\longrightarrow S}, {\displaystyle \pi \,\colon \,S\longrightarrow \mathbb {C} ^{N}}, {\displaystyle F\,\colon \,S\longrightarrow \mathbb {C} ^{N}} mitjançant {\displaystyle j=q\circ j_{0}}, {\displaystyle \pi \left(q(z)\right)=\pi _{0}(z)} i {\displaystyle F\left(z_{i}\right)=f_{i}\left(z_{i}\right)}.
Aquestes aplicacions estan ben definides i són contínues; a més, {\displaystyle \pi } és un homeomorfisme local.
L'espai topològic {\displaystyle S} és Hausdorff: de fet, si {\displaystyle q\left(z_{i}\right)\not =q\left(z_{j}\right)} i {\displaystyle \pi _{0}\left(z_{i}\right)=\pi _{0}\left(z_{j}\right)}, considerem un entorn connex {\displaystyle V} de {\displaystyle \pi _{0}\left(z_{i}\right)=\pi _{0}\left(z_{j}\right)}, tal que {\displaystyle f_{i}} i {\displaystyle f_{j}} estiguin definits i siguin diferents en {\displaystyle V}. Siguin {\displaystyle V_{i}} i {\displaystyle V_{j}} les còpies disjuntes de {\displaystyle V} en {\displaystyle U_{i}} i de {\displaystyle U_{j}} en {\displaystyle S_{0}}: es veu que {\displaystyle {q\left(V_{i}\right)\cap q\left(V_{j}\right)=\emptyset }}. De fet, si hi hagués dos punts {\displaystyle w_{i}\in V_{i}} i {\displaystyle w_{j}\in V_{j}} tals que {\displaystyle {q\left(w_{i}\right)=q\left(w_{j}\right)}}, hi hauria també {\displaystyle {f_{i}=f_{j}}} en un entorn de {\displaystyle {\pi _{0}\left(w_{i}\right)=\pi _{0}\left(w_{j}\right)}}, ja que en {\displaystyle V}, això és una contradicció.
L'espai {\displaystyle S} és connex, perquè per a tot parell de punts {\displaystyle p_{1},p_{2}} amb {\displaystyle p_{1}\in [U^{\prime }]} i {\displaystyle p_{2}\in [U^{\prime \prime }]}, existeix una cadena {\displaystyle {{\mathcal {K}}=\{U_{i_{0}},U_{i_{1}},\dots ,U_{i_{n}}\}}} de conjunts oberts connexos no buits, tals que, per a tot {\displaystyle k=0,....,n-1}, {\displaystyle U_{i_{k}}\cap U_{i_{k+1}}\not =\emptyset }, i tals que {\displaystyle U_{i_{0}}=U^{\prime }} i {\displaystyle U_{i_{n}}=U^{\prime \prime }}. Per tant, el conjunt obert {\displaystyle {[U_{i_{0}}]\cup \cdots \cup [U_{i_{n}}]}} és connex i conté {\displaystyle p_{1}} i {\displaystyle p_{2}}.
Puix que {\displaystyle q} és un homeomorfisme local entre {\displaystyle U_{i}} i {\displaystyle q\left(U_{i}\right)}, l'espai {\displaystyle S} és connex; però també {\displaystyle \pi \,\colon \,S\longrightarrow \mathbb {C} } és un homeomorfisme local, ja que pel teorema de Poincaré-Volterra (Narasimhan pag.25), també {\displaystyle S} és de base numerable.
L'atles {\displaystyle {\left\{\left([U_{i}],\pi \vert _{[U_{i}]}\right)\right\}_{i\in I}}} defineix una estructura complexa en {\displaystyle S}, perquè per a tot parell {\displaystyle [U_{i}],[U_{j}]} de mapes locals que se superposen, l'aplicació de transició {\displaystyle {\pi \vert _{j}\circ \pi \vert _{i}^{-1}}} és la identitat d'un conjunt obert de {\displaystyle {U_{i}\cap U_{j}}}.
Per a aquesta estructura, les aplicacions {\displaystyle \pi ,\ j,\ F} són holomorfes per construcció, ja que {\displaystyle {\left(S,\pi ,\ j,\ F\right)}} és una continuació analítica de {\displaystyle \left(U,f\right)}.
Es pot demostrar que aquesta continuació és maximal: sigui {\displaystyle {\left(T,\varrho ,\ell ,G\right)}} una continuació analítica de {\displaystyle \left(U,f\right)}: podem construir un recobriment obert de {\displaystyle R} mitjançant uns {\displaystyle \{V_{i}\}} tals que, per a tot {\displaystyle i}, {\displaystyle \varrho \vert _{\{V_{i}\}}} és biholomorfa; llavors el parell {\displaystyle {\left(\varrho (V_{i}),G\circ \varrho \vert _{V_{i}}^{-1}\right)}} és un element de funció holomorfa connectable amb {\displaystyle \left(U,f\right)}.
Definim {\displaystyle {h_{i}:V_{i}\longrightarrow S}} mitjançant {\displaystyle {h_{i}=q\circ \varrho \vert _{V_{i}}}}: si {\displaystyle V_{i}\cup V_{j}\not =\emptyset }, {\displaystyle h_{i}=h_{j}} en {\displaystyle V_{i}\cup V_{j}}, per tant les definicions locals s'enllacen per definir una aplicació holomorfa {\displaystyle h:T\rightarrow S} tal que {\displaystyle h\circ \ell =j}.